# 폴란드 인민당 '해방'
폴란드 인민당 '해방'(폴란드어: Polskie Stronnictwo Ludowe "Wyzwolenie" 폴스키에 스트로니츠트보 루도바 비즈볼라니예[*], PSLW)은 폴란드 제2공화국의 정당이다.
1915년 폴란드 섭정왕국에서 여러 소규모 농본주의 정당들을 통합하여 결성하였다. 피아스트와는 달리 좌파적인 성격이며, 폴란드 사회당을 지지한 적 있었다. 5월 쿠데타 당시 요제프 피우수트스키를 지지하였으나 사나치아 수립 이후 반사나치아로 돌아섰다. 1931년 피아스트와 농민당과 통합하여 인민당이 되었다.